# Giorgio Biandrata
Giorgio Biandrata (n. 1515, Saluzzo, Piemont, Italia – d. 5 mai 1588, Alba Iulia, Principatul Transilvaniei) a fost un medic italian stabilit la Alba Iulia, unul din inițiatorii Bisericii Unitariene din Transilvania.